# Xanthorhoe transjugata
Xanthorhoe transjugata là một loài bướm đêm trong họ Geometridae.